# Groby
Groby es una parroquia civil situada en el municipio de Hinckley and Bosworth, en Leicestershire, Inglaterra (Reino Unido). Según el censo de 2021, tiene una población de 7400 habitantes.